# Gregor-Mendel-Medaille
Die Gregor-Mendel-Medaille ist ein Preis der Leopoldina für allgemeine Biologie. Sie ist nach Gregor Mendel benannt, wurde zum Mendel-Jubiläum 1965 gestiftet und wird alle zwei Jahre vergeben.
Es gibt auch eine Mendel-Medaille der Genetics Society (London) und eine Mendel-Medaille der Mendel-Universität (Brünn).

## Preisträger
- 1967 Max Delbrück
- 1970 Sydney Brenner, Nikolai Wladimirowitsch Timofejew-Ressowski
- 1973 Erwin Chargaff
- 1975 Curt Stern
- 1977 Heinz-Günter Wittmann
- 1980 Ernst Mayr
- 1983 Dietrich Starck
- 1985 Jozef Schell
- 1987 Jane Goodall
- 1989 Andrei Mirzabekov
- 1991 Masahiro Sugiura
- 1993 Dieter Oesterhelt
- 1995 Diter von Wettstein
- 1998 Walter J. Gehring
- 1999 Herbert Jäckle
- 2001 Konrad Sandhoff
- 2003 Peter Propping
- 2005 Rolf Knippers
- 2007 August Böck
- 2009 Heinz Saedler
- 2011 Regine Kahmann
- 2013 Nicholas H. Barton
- 2015 Detlef Weigel
- 2017 Peter Hegemann
- 2019 Magdalena Götz
- 2021 Stefan Mundlos
- 2022 Christiane Nüsslein-Volhard (Sondermedaille)[1]
- 2024 Thomas Boehm